# Vesperus fuentei
Vesperus fuentei är en skalbaggsart som beskrevs av Maurice Pic 1905. Vesperus fuentei ingår i släktet Vesperus och familjen långhorningar. Inga underarter finns listade i Catalogue of Life.